# Ібн Касір
Імад ад-Дін Абу-ль-Фіда Ісмаїл ібн Умар ад-Дімашкі, більш відомий під іменем Ібн Касір (араб. ابن كثير; 1301, Босра, Мамлюцький султанат — 1373, Дамаск, Мамлюцький султанат) — арабський історик, правознавець, муфассір, автор історичного твору «Початок і кінець».